# Visz
Visz é um município da Hungria, situado no condado de Somogy. Tem 6,02 km² de área e sua população em 2019 foi estimada em 202 habitantes.